# Хорлик (планина)
Планината Хорлик (на английски: Horlick Mountains) е планина, част от Трансантарктическите планини, разположена югоизточно от най-големия на Земята шелфов ледник Рос. Простира се от североизток на югозапад на протежение над 300 km, ширина до 100 km. Състои се от няколко отделни и несвързани помежду си хребети, масиви и хълмове. Югозападната ѝ част е най-висока и тук е разположен хребета Уисконсин с връх Форе 3940 m (85°42′ ю. ш. 128°35′ з. д. / 85.7° ю. ш. 128.583333° з. д.). В средната част са хълмовете Лонг (2190 m), а в североизточната – хребета Охайо (вр. Глосоптерис 2867 m). От югозападната, висока част на планината водят началото си големите ледници Леверет и Рейди, „вливащи“ се в югоизточния ъгъл на шелфовия ледник Рос.
Планината е открита на 22 ноември 1934 г. по време на разузнавателен полет на участниците в американската антарктическа експедиция (1933 – 35), ръководена от Ричард Бърд, който наименува новооткритата планина в чест на Уилям Хорлик (1846 – 1936), производител на консервирани храни, един от спонсорите на експедицията. На базата на извършеното аерофотозаснемане от американските експедиции през 1946 – 47 и 1959 – 64 г. планината Хорлик е детайлно картирана.